# Ferdinand Bolstraat

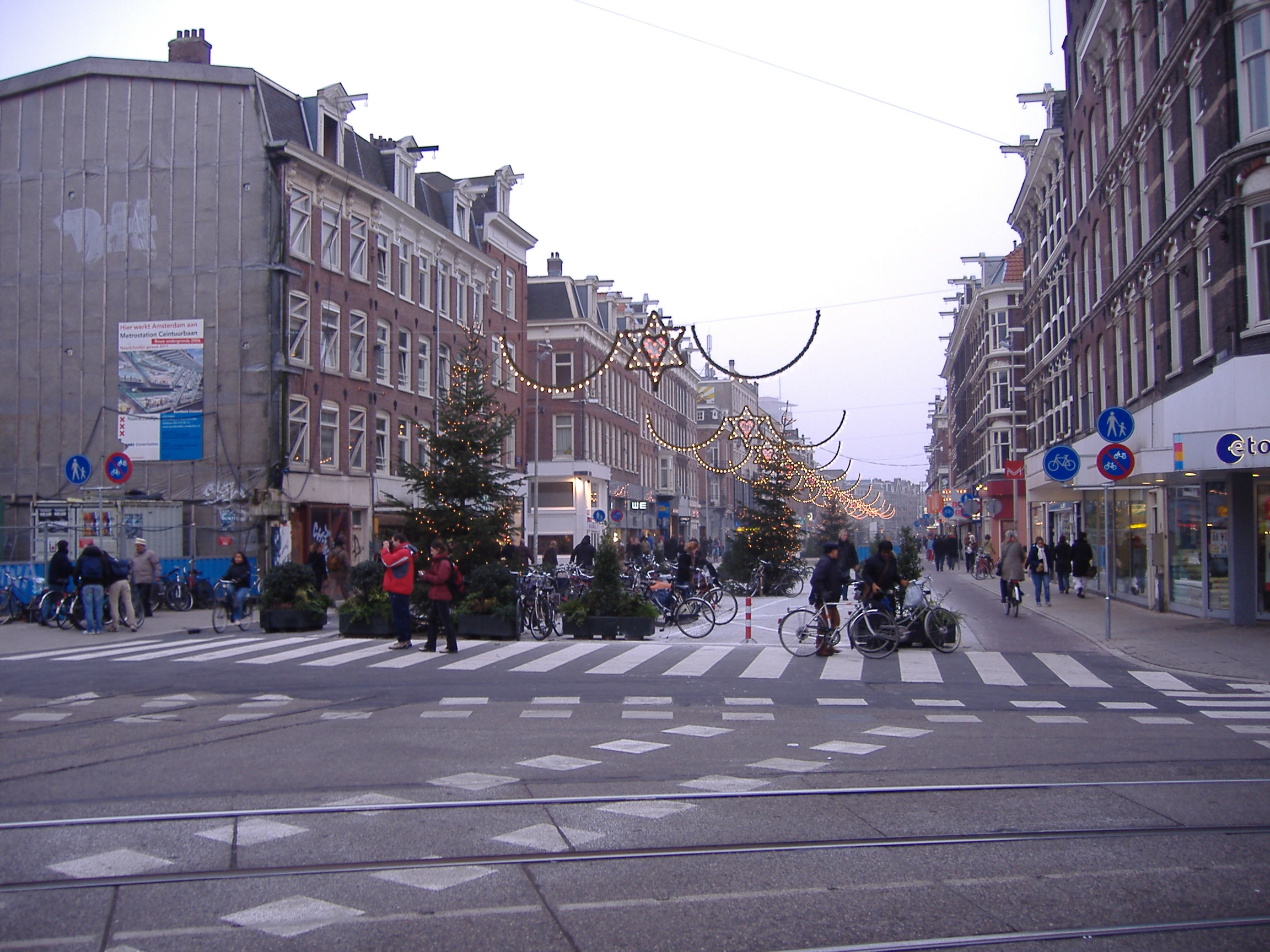
Vue de Ferdinand Bolstraat en 2007, avant le début de la construction de la ligne de métro nord-sud.

Ferdinand Bolstraat est une rue d'Amsterdam.

## Situation et accès
Située dans l'arrondissement de Oud-Zuid, elle relie les berges du Singelgracht au niveau du Weteringplantsoen au Amstelkanaal en traversant De Pijp selon un axe nord-sud.
Au nord, Ferdinand Bolstraat est située dans le prolongement de Vijzelstraat, qui relie Muntplein, une place située au cœur de la ville au Weteringplantsoen. Au sud, la rue est prolongée par Scheldestraat, et perpendiculaire à Churchill-laan qui constitue l'un des axes de circulation principaux du Rivierenbuurt. Le RAI Amsterdam, situé sur Europaplein est également situé dans le prolongement de la rue.

## Origine du nom
Elle est nommée en l'honneur du peintre néerlandais du Siècle d'or, Ferdinand Bol.

## Historique
Elle prend sa dénomination actuelle en 1872.
Historiquement, Ferdinand Bolstraat est une rue à vocation commençante. Les travaux de construction de la ligne nord/sud du métro d'Amsterdam, et notamment de la station Ceintuurbaan qui sera située sous la rue ont conduit à sa fermeture partielle à la circulation. Les tramways 24 et 25 qui y transitaient ont ainsi dû être déroutés, et la rue n'est aujourd'hui plus accessibles qu'aux vélos et aux piétons. Par ailleurs, étant donné son étroitesse, les quais de la station ne pourront pas être construits l'un à côté de l'autre, et se superposeront.
La chaîne de restauration rapide FEBO tire son nom de la rue, FEBO étant la contraction de FErdinand BOlstraat. Cependant, le premier restaurant qui ouvrit en 1941 ne se trouvait pas sur la rue, même si cela était initialement prévu.

## Bâtiments remarquables et lieux de mémoire
Les principaux bâtiments situés le long de la rue sont l'ancienne brasserie Heineken (devenue Heineken Experience), ainsi que le luxueux hôtel Okura qui constitue le plus haut du bâtiment du Pijp avec une hauteur de 78 mètres et 23 étages.